# Пхакар

Пхакар (फकार), чхори бокйо пха (छोरी बोक्यो फ) — फ, пха, 33-я буква деванагари, обозначает придыхательный глухой губно-губной взрывной согласный. Акшара-санкхья — 2 (два). Оглушение огласовки на -а записывается с помощью вирамы: फ + ◌् = फ् , отсутствие вирамы означает огласовку на -а. При написании в составе буквенного кластера используется половинная форма फ्‍ , близкая по написанию к букве प. Нестандартные лигатуры: फ + र = फ्र - пхра.

Пхакар ранджана

## Нумерация Арьябхата
- Пха ( फ ) - 22 .  Пхи ( फि ) - 2200 . Пху ( फु ) - 220 000